# 10259 Осіповюрій
10259 Осіповюрій (10259 Osipovyurij) — астероїд головного поясу, відкритий 18 квітня 1972 року.
Тіссеранів параметр щодо Юпітера — 3,110.